# سعید تشکری
سعید تشکری (زادهٔ ۱۳۴۲، قوچان – درگذشتهٔ ۱۹ بهمن ۱۴۰۰) نویسنده، کارگردان و رمان‌نویس ایرانی بود. تشکری فارغ‌التحصیل ادبیات نمایشی، عضو کانون ملی منتقدان تئاتر، عضو بین‌المللی کانون جهانی تئاتر، مدرس ادبیات نمایشی و داستان‌نویسی بود.

## زندگی
سعید تشکری از سال ۱۳۶۰ فعالیت‌هایش را با عنوان نویسنده و کارگردان در حوزه تئاتر و سینماو مطبوعات آغاز کرد. او حضور در جشنوارهٔ تئاتر فجر و جشنواره‌های ملی دیگر را به عنوان داور و منتقد در کارنامه دارد. از تشکری آثار بسیاری در حوزه رمان‌، ادبیات نمایشی، فیلم و نمایشنامه‌ها به جای مانده‌است. او همچنین مدتی در اداره کل نمایش رادیو تهران مشغول به فعالیت بود. تشکری برنده سه دوره جایزهٔ کتاب سال رضوی و کتاب سال شهید غنی‌پور، در سال‌های ۱۳۸۵، ۱۳۸۸و ۱۳۹۰ است. از آثار او می‌توان به رمان «بارِ باران» اشاره کرد که توسط انتشارات نیستان به چاپ رسیده‌است.علاوه بر این‌ بارها به عنوان نمایش‌نامه‌نویس، کارگردان تئاتر و فیلم‌نامه‌نویس برتر برندهٔ جوایز متعدد شده و با حضور در جشنواره‌های ملی و بین‌المللی چون فجر، امام رضا، یونیسف و … در کارنامهٔ سی و چند سالهٔ فعالیت ادبی – هنری عناوین زیادی کسب کرده‌است.
از آخرین کارهای او در حوزه تلویزیون می‌توان به نگارش بخش اول «سریال زمانه»، اشاره کرد؛ در زمینهٔ ادبیات داستانی نیز رمان‌های موفقی چون «مفتون و فیروزه» ،«پاریس پاریس»، «ولادت»، «رژیسور»، و «بارِ باران» از او به جای مانده‌است. در زمینهٔ ادبیات نمایشی هم کارهای او بارها و بارها توسط ناشران مختلف تجدید چاپ گردیده‌است. همچنین مجموعه نمایش‌های او در دو جلد توسط انتشارات نیستان به نام‌های «وصل هزار مجنون» و «وقتی زمین دروغ می‌گوید» چاپ شده، که مجموعه «وقتی زمین دروغ می‌گوید» در زمستان ۱۳۹۱ عنوان کتاب برتر سال را به خود اختصاص داد.

### مرگ
سعید تشکری که مدتی به دلیل ابتلا به کرونا در بیمارستان رضوی مشهد بستری بودسه‌شنبه ۱۹ بهمن‌ماه پس از سال‌ها مبارزه با بیماری MS درگذشت و پنجشنبه ۲۱ بهمن ماه ۱۴۰۰ در  حرم رضوی به خاک سپرده شد. 

## کارنامه

### رمان و داستان بلند
- ولادت/ انتشارات نیستان/ ۱۳۸۹
- پاریس پاریس/ انتشارات نیستان/ ۱۳۸۹
- بارِ باران / انتشارات تربیت/ ۱۳۸۴ (برنده جایزه ادبی حبیب غنی‌پور/ ۱۳۸۵ برنده کتاب برتر سال رضوی ۱۳۸۷ و ۱۳۸۸)
- غریب، قریب / رمان / بنیاد آفرینشهای هنری آستان قدس رضوی / ۱۳۹۴برنده کتاب سال رضوی / ۱۳۹۴
- مفتون و فیروزه/ رمان/ انتشارات نیستان / ۱۳۹۳ اثر برگزیده سیزدهمین جایزه ادبی قلم زرین / ۱۳۹۴۱۳۹۳
- هرایی / رمان/ انتشارات علمی فرهنگی و بنیاد شعر و ادبیات داستانی ایرانیان/ ۱۳۹۴
- هندوی شیدا / انتشارات نیستان / ۱۳۹۴
- یک هزار و سیصد و پنجاه و هفت (دو جلدی) / انتشارات بوی شهر بهشت / ۱۳۹۶
- پاکان و الماس / بنیاد پژوهش‌های اسلامی / ۱۳۹۷
- آبی‌ها / به نشر / ۱۳۹۸
- موقف / به نشر/ ۱۳۹۸ مصاحبه استاد تشکری با شرق: «دعبل» رااز عمق تاریخ بیرون کشیدم.
- اوسنه گوهرشاد / به نشر / ۱۳۹۸
- دورتاب؛ مجموعه هشت داستان رضوی / آستان قدس رضوی / ۱۳۹۸
- سیمیا/ نیستان/۱۳۹۸
- آرتیست/نیستان/ ۱۳۹۸
- سینما مایاک/کتاب کوچه/۱۳۹۸
- پریزاد/ سوره مهر/ ۱۳۹۹
- شاه بهار / انتشارات نیستان / ۱۴۰۰
- دالک / زائر رضوی / ۱۴۰۰
- دورگه / انتشارات ستاره‌ها / ۱۴۰۰

### سینما و تلویزیون
- مجموعه تلویزیونی زمانه (نویسنده مشترک. شبکه سه. ۱۳۹۱)
- واقعه (مجموعه ۲۶ قسمتی شبکه ۲ تلویزیونی، ۱۳۸۴٫۱۳۸۵)
- یوسف می‌آید (تله فیلم. نویسنده و کارگردان. سیمای مرکز خراسان رضوی)
- محله س‍پیدار (مجموعه تلویزیونی. نویسنده و مشاور. ۱۳۸۹)
- شکر تلخ (مجموعه تلویزیونی ۱۳قسمتی. شبکه استانی ایلام)
- گل آباد (مجموعه تلویزیونی خراسان رضوی)
- رویت (فیلم داستانی. نویسنده و کارگردان. ۱۳۸۷)
- بهشت منتظر می‌ماند (شبکه دو سیما ۱۳۸۴٫۱۳۸۵)

### رمان و داستان بلند
- ولادت/ انتشارات نیستان/ ۱۳۸۹
- پاریس پاریس/ انتشارات نیستان/ ۱۳۸۹
- بارِ باران / انتشارات تربیت/ ۱۳۸۴ (برنده رمان برتر از جشنواره ادبیات داستانی شهید غنی پور/ ۱۳۸۵ برنده کتاب برتر سال رضوی ۱۳۸۷ و ۱۳۸۸)
- غریب، قریب / رمان / بنیاد آفرینشهای هنری آستان قدس رضوی / ۱۳۹۴برنده کتاب سال رضوی / ۱۳۹۴
- مفتون و فیروزه/ رمان/ انتشارات نیستان / ۱۳۹۳ اثر برگزیده سیزدهمین جایزه ادبی قلم زرین / ۱۳۹۴۱۳۹۳
- هرایی / رمان/ انتشارات علمی فرهنگی و بنیاد شعر و ادبیات داستانی ایرانیان/ ۱۳۹۴
- هندوی شیدا / انتشارات نیستان / ۱۳۹۴
- یک هزار و سیصد و پنجاه و هفت (دو جلدی) / انتشارات بوی شهر بهشت / ۱۳۹۶
- پاکان و الماس / بنیاد پژوهش‌های اسلامی / ۱۳۹۷
- آبی‌ها / به نشر / ۱۳۹۸
- موقف / به نشر/ ۱۳۹۸ مصاحبه استاد تشکری با شرق: «دعبل» رااز عمق تاریخ بیرون کشیدم.
- اوسنه گوهرشاد / به نشر / ۱۳۹۸
- دورتاب؛ مجموعه هشت داستان رضوی / آستان قدس رضوی / ۱۳۹۸
- سیمیا/ نیستان/۱۳۹۸
- آرتیست/نیستان/ ۱۳۹۸
- سینما مایاک/کتاب کوچه/۱۳۹۸
- پریزاد/ سوره مهر/ ۱۳۹۹
- شاه بهار / انتشارات نیستان / ۱۴۰۰
- دالک / زائر رضوی / ۱۴۰۰
- دورگه / انتشارات ستاره‌ها / ۱۴۰۰

### ادبیات نمایشی
- نمایشنامه هفت دریا شبنمی/ دفتر تهیه و تدوین متون مذهبی/ مرکز هنرهای نمایشی وزارت فرهنگ و ارشاد اسلامی/۱۳۷۵ برنده نویسنده برتر از نخستین جشنواره نماز و نیایش/ صدا و سیمای جمهوری اسلامی ایران
- نمایشنامه قاف / حوزه هنری/ ۱۳۷۷ برگزیده اول مسابقات نمایشنامه‌نویسی کودکان و نوجوانان یونسکو
- نمایشنامه اهل اقاقیا / بنیاد حفظ و نشر آثار و ارزش‌های دفاع مقدس/ ۱۳۷۴ / متن منتخب نخستین جشنواره سراسری تئاتر دفاع مقدس
- نمایشنامه عاشق‌ترین روزگار / بنیاد حفظ و نشر آثار و ارزش‌های دفاع مقدس/ ۱۳۷۵/ متن منتخب سومین جشنواره سراسری تئاتر دفاع مقدس
- نمایشنامه آواز پر جبرئیل / بنیاد حفظ و نشر آثار و ارزش‌های دفاع مقدس/ ۱۳۷۶
- نمایشنامه آینه، وقت آفتاب/ بنیاد حفظ و نشرآثار وارزش‌های دفاع مقدس/ ۱۳۷۷ / لوح سپاس و برگزیده بیست سال نمایشنامه نویسی دفاع مقدس / ۱۳۸۶
- نمایشنامه وقت کوچ است… / حوزه هنری / ۱۳۷۷برگزیده نخستین مسابقه نمایش نامه نویسی مشاهیر اسلام ۱۳۷۶ تهران
- نمایشنامه اینک هاویه / حوزه هنری/ ۱۳۷۷ به خورشید بگو / بنیاد حفظ و نشر آثار و ارزش‌های دفاع مقدس/ ۱۳۷۸
- نمایشنامه آینه چشمان / حوزه هنری/ ۱۳۷۹
- نمایشنامه آبی‌های زمین / حوزه هنری/ برگزیده اول: مسابقات نمایش نامه نویسی محراب قلم ۱۳۷۹
- نمایشنامه حال شباب/ انتشاراتنیستان/۱۳۸۰
- نمایشنامه برفابه‌های بهاری / انتشارات نمایش/ ۱۳۸۰
- نمایشنامه وصل هزار مجنون / انتشارات نمایش/ ۱۳۸۰ تئاتر ملل/ ۲۰۰۱ / ویژه جشنواره جاده ابریشم/ هندوستان (شامل ۲۹ نمایشنامه)
- نمایشنامه بشارت / انتشارات نیستان/ ۱۳۸۲
- نمایشنامه دیده بیدار / انتشارات نمایش/ ۱۳۸۵
- نمایشنامه آه و ماه / حوزه هنری خراسان رضوی/ ۱۳۸۷
- نمایشنامه سمنبویان/ انتشارات نمایش/۱۳۸۷ برگزیده ششمین جشنواره تئاتر رضوی/ بخش تولید متون/ ۱۳۸۷
- نمایشنامه دست هزار غریب / حوزه هنری سوره مهر/ ۱۳۸۸
- نمایشنامه شهادت خوانی / حوزه هنری / ۱۳۸۸ برگزیده دومین جشنواره کریمه اهل بیت/ قم ۱۳۸۸
- نمایشنامه یوسف می‌آید / بنیاد حفظ و نشر آثار دفاع مقدس/ ۱۳۸۸
- نمایشنامه وقت خوب مصائب / بنیاد آفرینشهای هنری آستان قدس رضوی / ۱۳۹۲اثر برگزیده و تقدیر ویژه هیئت داوران جشنواره بین‌المللی امام رضا / ۱۳۹۱
- کتاب وصل هزار مجنون/ انتشارات نیستان/ ۱۳۸۹ (شامل ۲۹ نمایشنامه: وقت آمین، رستگاری، شهادت خوانی، هامبورگ بصره قوچان، وقتی به ماه رسیدی، فتح نامه سلطان ماضی، باران را هیچ‌کس ندید، روشنان، پروین من بمان، به خورشید بگو، آواز پر جبرئیل، دست هزار غریب، سمن بویان، وصل هزار مجنون، برفابه‌های بهاری، آینه چشمان، آبی‌های زمین، حال شباب، بشارت، هفت دریا شبنمی، دیده بیدار، قاف، اینک هاویه، وقت کوچ است، یوسف می‌آید، آینه وقت آفتاب، عاشق‌ترین روزگار، اهل اقاقیا و آه و ماه)
- کتاب وقتی زمین دروغ می‌گوید/ انتشارات نیستان ۱۳۹۱ / برنده بیست و دومین جایزه کتاب فصل / تهران / سرای اهل قلم / ۱۳۹۱ (حاوی چهار نمایشنامه با عنوان «نام دیگرم ستاره است»، «وقتی زمین دورغ می‌گوید»، «آبی محبوب» و «تو آمدی که عرشیا شدم»)
- کتاب من سقراط مجروح را دوست دارم! /انتشارات نیستان / ۱۳۹۵ (شامل شش نمایش نامه با عنوان‌های «من و تو و بستور»، «آینه آورده‌ام ای روشنی!»، «زندگی جای دیگری»، «رؤیای سالینجر» و «من سقراط مجروح را دوست دارم»)
- کتاب من هستم گیلگمش / انتشارات نیستان / ۱۴۰۰ (مجموعه‌هفت نمایشنامه با نام‌های بیهقی و عوفی هر دو تو را نوشته‌اند، من کاتبم، شاهزاده مرده‌است، بانی بنوک، روزی محرری، من نوغانی‌ام، حجره خورشید و من هستم گیلکمش)
- کتاب از پشت پنجره۲ / انتشارات به نشر / ۱۳۹۲ (حاوی ۶ نمایشنامه رضوی به نام‌های «وقت خوب مصائب»، «هفت دریا شبنمی»، «نهان خانه»، «هامبورگ، بصره، قوچان»، «سلاخ» و «نقشبند»)

## مقاله‌ها و یادداشت‌های مربوط به کتاب سیمیا
1. ظهور واقعی ترس در ا دبیات ایران
2. رمان «سیمیا» روایتی تاریخی برای آینده‌ای بهتر از گذشته و حال
3. اثری به ظرافت شعر؛ یادداشتی بر رمان نیایشی سیمیا
4. در انبار فضل تو بس دانه‌هاست!/ تحلیلی بر «سیمیا»ی سعید تشکری
5. ولادتِ سیمیا...
6. «سیمیا»، همگرایی در واگرایی

## پاسداشت‌ها
1. پاسداشت بیست سال خلق اثر در حوزه دفاع مقدس # پاسداشت بیست سال تلاش تئاتر دینی/ تالار وحدت/ ۱۳۸۷
2. سلاخ/ داستان برنده داستان برگزیده اول مسابقه داستان‌نویسی رضوی۱۳۹۰
3. در آیین نهمین جشنواره بین‌المللی امام رضا) ع (اعطای نشان عالی اداره کل هنرهای نمایشی صدای جمهوری اسلامی ایران / ۱۳۹۱
4. تقدیر ویژهی در جشنواره ادبی هنری هشت / بنیاد ادبیات داستانی ایرانیان / تهران ۱۳۹۱ برای داستان برگزیده «اینجا کسی خواب نیست»
5. در جشنواره ملی ادبی داستان‌های قرآنی. آیات / مشهد ۱۳۹۱ آیین بزرگداشت چهار دهه فعالیت مستمر و تأثیرگذار تئاتر دفامقدس در خلق آثارچهاردهمین جشنواره سراسری تئاتر دفاع مقدس / مهر ۱۳۹۲
6. تجلیل از سعید تشکری در کافه فرهنگ مشهد؛ / ۱۳۹۷ لینک خبر:
7. دبیر نخستین جشنواره ملی نمایش‌نامه‌نویسی اقتباسی «گام دوم» ، [پیوند مرده]

## مصاحبه‌ها و مقالات
1. هنرهای نیایشی به روایت رمان‌نویس
2. به مکتب ادبی خراسان وفادار می‌مانم/همه آرزوهای آقای نویسنده
3. مقالات هفتگی در سایت تسنیم با موضوع هنر نیایشی